# Ptychadena ingeri
Ptychadena ingeri és una espècie de granota que viu a la República Democràtica del Congo i, possiblement també, al Sudan.